# Gaufürst
Gaufürst (auch Nomarch; von altgriechisch νομἀρχης nomárchēs, deutsch ‚Befehlshaber eines Gaues bei den Ägyptern‘) Altägyptens ist eine moderne, eher unscharfe, Bezeichnung für den Verwalter eines Gaues. Er wird oftmals auch als „Nomarch“ bezeichnet (nach altgriechisch νόμος nómos, deutsch ‚das Zugeteilte, das Gesetz‘, das hier jedoch speziell mit ‚Gau‘ übersetzt wird). Der Gaufürst hatte rechtliche, militärische und theologische Pflichten. Seine Haupttitel waren in der Ersten Zwischenzeit und im frühen Mittleren Reich „großes Oberhaupt einer Provinz“ und seit dem Mittleren Reich „Bürgermeister“ (Hatia).

## Die Gaue
Die Forschung geht zum Teil davon aus, dass die Gaue zunächst eigenständige Fürstentümer und nach der Einigung Ägyptens Verwaltungsbezirke waren. Die meisten Gaue sind schon seit dem Alten Reich namentlich belegt. Auf der Weißen Kapelle von Sesostris I. in Karnak werden sie alle aufgezählt, sind aber noch bis in ptolemäische Zeit von Bedeutung. In Ägypten gab es 42 Gaue, davon 22 in Ober- und 20 in Unterägypten.

## Das Amt
Die Entwicklung der Gaufürsten ist für das frühe Alte Reich schwer zu verfolgen. Teilweise scheint der König Hofbeamte in die Provinzen gesandt zu haben, um diese zu verwalten. Diese Hofbeamte sind meist von ihren Grabanlagen in der Residenz bekannt. Daneben gab es aber auch lokale Familien, wie große provinzielle Grabanlagen belegen. Diese Grabanlagen sind oftmals nicht beschriftet, so dass kaum etwas zu den hier Bestatteten ausgesagt werden kann. Ein wichtiger Titel war adj-mer – „Kanalgräber“. Dieser deutet auf die wichtige Aufgabe, die lokalen Kanalsysteme instand zu halten.
Am Ende der 5. Dynastie finden sich auch in den Provinzen immer häufiger beschriftete Grabanlagen. Sie belegen, dass die Gaufürsten teilweise aus der Residenz stammen, aber auch lokalen Familien angehörten. Das Amt scheint weitestgehend erblich geworden zu sein. In der 6. Dynastie taucht der Titel „großes Oberhaupt der Provinz“ auf, der bis zum frühen Mittleren Reich der Haupttitel dieser Personen blieb. Daneben sind sie oftmals auch „Vorsteher der Priester“, was ihre religiöse Führungsposition unterstreicht. In der Ersten Zwischenzeit wurde der Titel hatia – „Bürgermeister“ – immer wichtiger. Vor allem im Mittleren Reich lautet die normale Titelfolge der Gaufürsten „Bürgermeister“ und „Vorsteher der Priester“. Sie waren vor allem in der 12. Dynastie wohlhabende Beamte, die sich große, monumentale Grabanlagen leisten konnten.
Unter Sesostris III. wurde ihre Macht erheblich beschnitten, obwohl das Amt auf erblicher Basis weiter existierte. Wahrscheinlich wurden die Provinzen aufgeteilt in die Verwaltung einzelner Städte mit jeweils einem Bürgermeister. Vor allem aus der Zweiten Zwischenzeit gibt es wiederum Belege, dass einige lokale Familien zu besonderer Macht kamen. Im Neuen Reich bestand die Verwaltung des späten Mittleren Reiches fort. In den Provinzstädten gab es einzelne Bürgermeister, jedoch keine eigentlichen Gaufürsten mehr.